# أولغا مونتيانو
أولغا مونتيانو (بالرومانية: Olga Munteanu)‏ هي لاعبة جمباز رومانية، ولدت في 18 أكتوبر 1927.

## وصلات خارجية
- أولغا مونتيانو على موقع أوليمبيديا (الإنجليزية)